# Ініціативний рух «Громадський патруль»
Ініціати́вний рух «Грома́дський патру́ль», Громадський патруль Донеччини — громадська організація, створена у 2016 році у Дружківці Донецької області, команда журналістів та громадських активістів, які спеціалізуються на антикорупційних та економічних розслідуваннях про незаконну та неефективну діяльність органів влади різного рівня Донеччини.

## Історія створення
Громадська організація офіційно зареєстрована у квітні 2016 року. Засновники — мешканці Дружівки Донецької області Євген Єврейський, Денис Миронов, Сергій Пронкін, Віктор Сотніков і львів'янин Павло Островський.
Географічне охоплення діяльності — це невеликі і середні громади північної частини Донеччини, серед яких Дружківка, Костянтинівка, Добропілля, Покровськ, Бахмут, Слов'янськ, Святогірськ. Активісти моніторять поточну ситуацію у сфері освіти, медицини, ЖКГ, органів місцевого самоврядування тощо. Серед героїв розслідувань — мери декількох міст, місцеві та народні депутати, представники судової влади та правоохоронці, керівники держустанов. Члени організації вважають, що запорукою розвитку держави є відповідальна, підзвітна, прозора влада та розвинуте громадянське суспільство.

## Керівництво
- Миронов Денис Ігорович — голова організації[4][5].

## Проєкти
- «Громадський патруль Донеччини» — широке висвітлення та протидія корупційним факторам відібраних міст Донецької області за допомогою використання сучасних моніторингових інструментів та медіапродуктів. Створення широкої та інституційно спроможної коаліції антикорупційних ініціатив серед недержавних організацій залучених міст. Проєкт здійснюється за підтримки Національного фонду на підтримку демократії (США).
- «Громадська антикорупційна варта Дружківки 2017» — електронне декларування та стиль життя високопосадовців, депутатів, суддів, співробітників правоохоронних структур, в тому числі перевірка за Державними реєстрами речових прав на рухоме та нерухоме майно, зв'язків з бізнесом. Моніторинг ситуації за найбільш суспільно значущими напрямками та виявлення корупційних факторів — в освіті, медицині, роботі ЖКГ, проведенні капітальних ремонтів та реалізації інфраструктурних проєктів на території Дружківки.
- «Розробка та впровадження комплексу антикорупційних ініціатив для громад Донеччини» — постійний контроль за дотриманням фінансового законодавства з боку органів місцевої влади. Моніторинг стилю життя осіб, уповноважених на виконання функцій органів місцевого самоврядування. Інформування Фінансової інспекції, правоохоронних структур з приводу наявних порушень, що мають ознаки корупційних. Впровадження та розповсюдження серед недержавних організацій області ефективних інструментів впливу та адвокації в напрямку протидії корупції. Проєкт реалізовано у 2016 році за підтримки МБФ «Відродження»[6].

## Результати діяльності
- 2016 рік. Моніторинг стилю життя чиновників місцевого самоврядування, отримано 30 декларацій представників Дружківської міської ради[7]. Порушено адміністративне провадження проти голови Дружківського міського суду щодо невиконання вимог законодавства про публічну інформацію та ненаданні декларацій суддів[8]. Проведено серію розслідувань щодо ремонтних робіт у Дружківці, виявлені порушення будівельних норм[9][10][11].
- 2017 рік. Висвітлення роботи НАБУ за кримінальним провадженням у справі звинувачення голови Дружківського міського суду у хабарництві[12]. Провели розслідування про головного підрядника Донецької обласної військово-цивільної адміністрації «Оквін-5» на виконання ремонтних та будівельних робіт по всій Донецькій області[13][14][11].
- 2018 рік. Провели розслідування у Бахмуті Донецької області про міську програму з утеплення будинків, виявили наявні порушення[15]. Дослідили благодійні внески від батьків у школах Дружківки[16]. Провели розслідування про корупційні схеми, побудовані мером Бахмута Олексієм Ревою[17]. Провели розслідування діяльності комунального підприємства «Комсервіс», яке виконує основні роботи по житловому ремонту та утриманню будинків у Дружківці[18]. Провели розслідування про сімейні клани у Дружківці, які зосередили у своїх руках владу і міський бюджет[19]. Внаслідок виявленого порушення в електронному декларуванні заступника міського голови Дружківки Руслана Верещагіна порушено адміністративну справу та оштрафовано чиновника на 1700 гривень[20]. Дослідили «нетрудові заробітки» начальника Головного управління Державної служби України з питань праці в Донецькій області Володимира Шубіна, затриманого за мільйонний хабар[21][22]. Виявили порушення в електронній декларації дочки мера Дружківки Карини Гнатенко[23]. Висвітлили використання адмінресурсу партією «Наш край» під час проведення суботника у Дружківці[24]. Дослідили необґрунтовані тарифи на тепло у Добропіллі Донецької області[25]. Висвітлили порушення будівельних норм під час ремонту доріг у Дружківці[26]. Дослідили перемогу на тендерах на виконання масштабних робіт з реконструкції водопровідно-каналізаційних мереж і будівництво нових водогонів на суму 180 млн гривень сумнівної фірми «Донецький інститут води»[27].
- 2019 рік. Дослідили використання анонімних соціологів у агітації напередодні президентських виборів у Дружківці Донецької області[28][29]. Висвітлили діяльність і стиль життя директора державної архітектурно-будівельної інспекції Донецької області, екскерівника горлівської міліції Павла Панасюка[30]. Провели розслідування про бізнес депутата міськради Бахмута Володимира Іванкова[31]. Надали офіційних спостерігачів під час чергових виборів Президента України 31 березня 2019 року і 21 квітня 2019 року[32][33][34], виявили порушення[35][36][37]. Виявили розтрату коштів на неякісний ремонт і завищенні ціни при реконструкції ліфтового господарства у Дружківці[38]. Розслідували діяльність народного депутата від Донеччини Юрія Солода[39]. Проаналізували рівень прозорості місцевої влади і залучення громадян до розв'язання нагальних питань у Костянтинівці, Дружківці та Покровську[40]. Провели розслідування про розтрату 44 млн грн на будівництві казарм для військових у Бахмуті на Донеччині[41][42][43][44]. Дослідили затягування реконструкції площі Соборної у Дружківці[45][46]. Виявили розтрату 40 млн грн за неіснуючі мінікотельні у Покровську[47]. Проаналізували як реконструкція парку у Дружківці перетворилась на багатомільйонний довгобуд[48].

## Партнери
- Bihus.info
- Інститут висвітлення війни та миру[en]
- Інформаційне агентство «Вчасно» [Архівовано 22 жовтня 2019 у Wayback Machine.]
- Міжнародний фонд «Відродження»
- YouControl
- Національний фонд на підтримку демократії[49]